# Kleine mutsnaaktslak
De kleine mutsnaaktslak (Daudebardia brevipes) is een roofzuchtige slakkensoort uit de familie van de Oxychilidae. De wetenschappelijke naam van de soort werd voor het eerst geldig gepubliceerd in 1805 door Jacques Draparnaud als Helix brevipes. Het zijn "halfnaaktslakken"; alleen jonge dieren kunnen zich volledig terugtrekken in de huisvesting. De volwassen dieren dragen de kleine, oorvormige schelp op het achterste deel van de mantel.

## Beschrijving
De schelp van kleine mutsnaaktslak is afgeplat en de laatste krans is sterk oorvormig. Het heeft ongeveer 1,5 tot 2 windingen en is ongeveer 4-4,8 mm groot. In omtrek lijkt het ovaal, de buitenrand van de laatste krans is afgerond. Het is lichtgeel tot glaskleurig, glanzend en dunwandig. Het oppervlak vertoont fijne groeistrepen. De embryonale zak is niet geheel omgeven door de laatste krans. Alleen zeer jonge dieren kunnen zich nog in de schelp terugtrekken, voor volwassen dieren is dit onmogelijk. De behuizing blijft dan achter in zijn ontwikkeling en zit alleen als een kleine dop op het achterste deel van de mantel. Het dier wordt daarom een halfnaaktslak genoemd. Uitgerekt kan het dier wel 17 tot 20 mm lang worden. Schelp en weekdier zijn daarom iets kleiner dan bij de grote mutsnaaktslak. Het zachte lijfje heeft een blauwgrijze kleur.

## Verspreiding en leefgebied
De kleine mutsnaaktslak leeft in gebladerte en onder stenen in vochtige bossen in de middelgebergten, vaak samen met de nauw verwante grote mutsnaaktslak (Daudebardia rufa). Hij voedt zich met regenwormen, insecten (larven) en andere slakken. Ook het verspreidingsgebied is vergelijkbaar met deze soort, echter heeft het verspreidingsgebied van de kleine mutsnaaktslak grotere gaten in vergelijking met deze soort. Het strekt zich uit van Noord-Afrika, via Zuid- en West-Europa tot het oostelijke Middellandse Zeegebied en het Balkan-schiereiland. In het noorden strekt het verspreidingsgebied zich uit tot het Harzgebergte en Zuid-Saksen. In Zwitserland komt de kleine mutsnaaktslak voor tot 700 meter, in Bulgarije tot 1500 meter.